# 投げ技

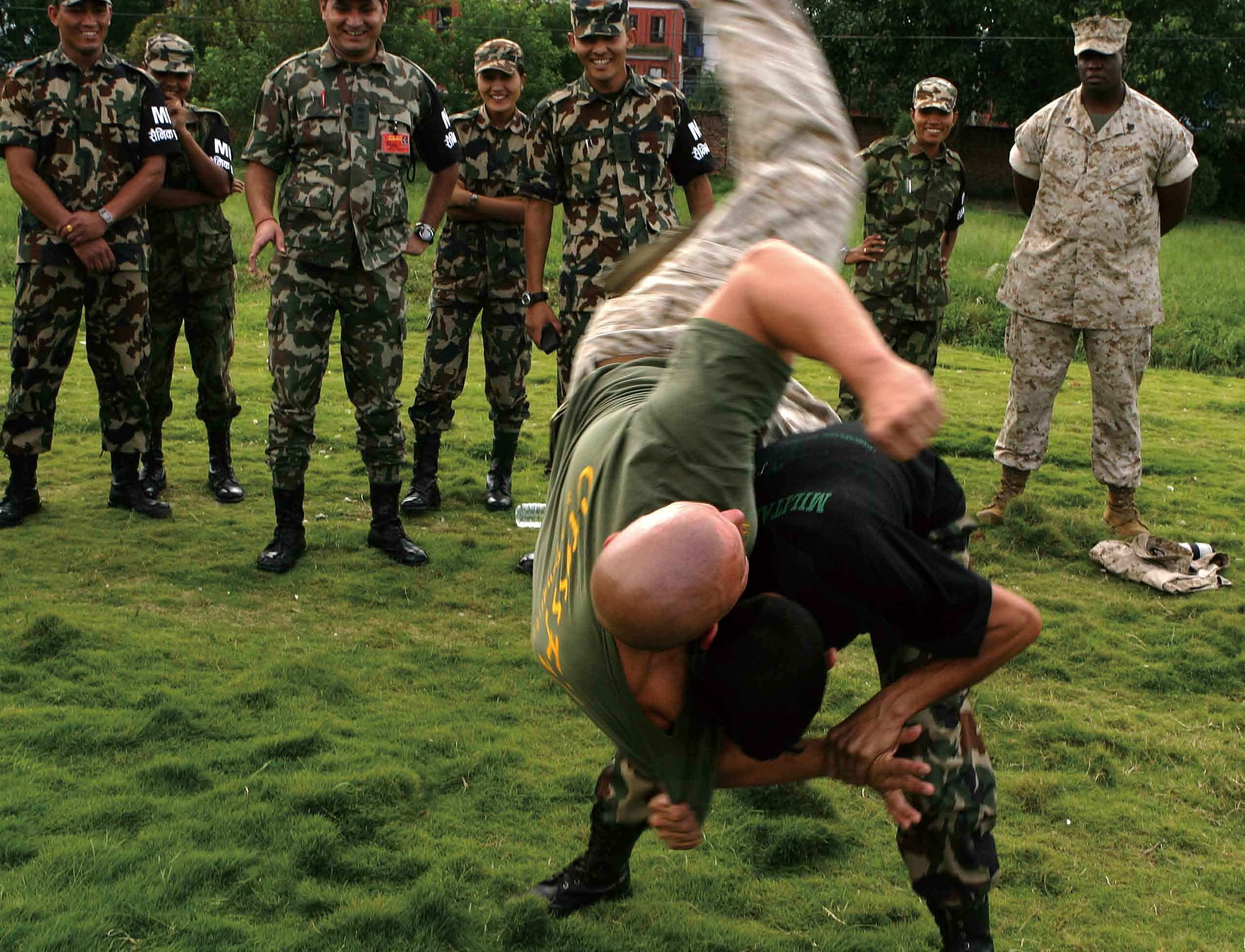
訓練で大柄な米海兵隊員相手に投げ技を仕掛けるネパール軍の兵士

投げ技（なげわざ）は、相手の身体の一部をつかんだり、相手から掴まれたりした接触状態から、押す・引く・ひねるなどの力を加えて相手の体勢を崩し、投げ倒す技の総称。レスリングや柔道、合気道など、多くのスポーツや格闘技、プロレス、武道などに含まれる。

## 概説
格闘技、武道の歴史においては、相手の頭や頸椎を地面や己の膝の上に叩き落とすような投げ技も存在する。戦闘、闘争においては、このような単に相手を頭部から叩きつける技こそ有効だと考えられがちだが、むしろ相手をきちんと回転させ、相手が背から落ちるように投げることにより、うまく自分の体勢を崩さず相手を制することの方が、重要という考え方もある。また投げ技は、寝技の項にもあるように、その一挙動で相手を殺傷することを必ずしも目的としない。「立っている状態」から「寝ている」状態に相手を移行せしめることは、すなわち眼前の危難を排除することであり、戦場や日常において自らの命を守る技術としては、それだけで一定の効果を期待できる。敵は武器でも使用しない限り寝た姿勢から一瞬での反撃は行えないし、その間に自分は逃走という選択も可能だからである。無論そこからより攻撃的な選択も可能なため、反撃能力を失った相手に対して拳足による追撃を加えたり、武装している場合は武器を用いてとどめを刺すことも容易になる。柔術の型稽古などにおいて、投げ倒した相手の喉の側の地面を必ずかかとで勢いよく踏みつけるなどの動作を持つ流派は、その思想を未だ色濃く残している。

### 競技の中での投げ技
試合において、投げ技は一本やポイントをとったり相手の反撃体勢を失わせてルール上の勝利条件としたり、あるいは寝技につなげていくために使用される。
柔道など投げ技がきれいに決まることが勝利条件の一つであるものも多い。それは、投げ技の成功は「相手の心・技・体を自分のそれが凌駕した証である」「自分に有利な体勢に持ち込むことができ、勝利できる確率が上がる」とされるからである。

### 危険性と安全性の確保
競技において投げ技の安全性を確保するには、投げ技を受ける（かけられる）側がきちんと受身の修練を積んでいる必要がある。そうでなければ頭部を強打し脳挫傷となったり、捻挫や脱臼するなどして重大な負傷を負う危険性が高いからである。ただし、試合や競技会において、投げ技により重傷を負う選手は殆どいない。そうした訓練が行き届いていることもあるし、またそれらの投げ技が、相手を負傷させずに投げ倒せるように工夫されているからである。柔道では故意に自ら頭から畳に突っ込む投げ技は反則負けとなる。また、投げられる者も故意に畳に頭から突っ込んで背中を着かないようにする行為は反則負けとなる。また、投げられて背中を着かないようにブリッジをすると一本負けとなる。

## 競技別の投げ技

### 柔道
柔道の創設者嘉納治五郎は「起倒流を学んで投技の妙味を悟って以来、柔道の技術方面の修行に投技の特に重んべきことを信ずるに至」とし、「乱取りにおいては立勝負に重きをおき，寝勝負は比較的軽く見るを適当とする」と投げ（投技）を重視していた。
柔道における投技は立ち技と捨身技に分かれ、更に立ち技には手技（てわざ)16本、腰技（こしわざ）10本、足技（あしわざ）21本が、捨身技には真捨身技（ますてみわざ）5本、横捨身技（よこすてみわざ）14本がある。なお、柔道の投技においては関節を極めながら投げると有効な投技とはみなされないことがある。

### プロレス

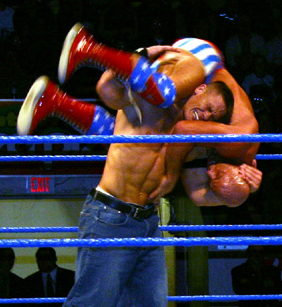
ジョン・シナによるF-U（デスバレードライバー）

プロレスリングにおける投げ技は、相手にダメージを与えるものであると同時に見映えが重視されることが多い。また、ジャーマン・スープレックスなどのようにピンフォールを狙う目的のものも存在するため、他の競技よりも多彩な投げ技が存在する。加えてプロレスの特性上、相手の協力がないとまずかからないような技もある。プロレスの代表的なものはバックドロップ、ジャーマン・スープレックス、ブレーンバスター、パイルドライバー、パワーボムなどである。

### 総合格闘技
総合格闘技における投げ技はテイクダウンし、有利なグラウンドポジションを獲得する手段として、時には直接ノックアウトを狙う技として使用されている。
プロレス技がしばしば流用され、ケビン・ランデルマンやジョシュ・バーネット、ジョン・ジョーンズはスープレックスを、クイントン・"ランペイジ"・ジャクソンやボブ・サップはパワーボム(バスター、スラム）を使用したことがある。

### 中国拳法
中国拳法系の少なくとも一部では、打撃技法だけでなく投げ技をも含めて土間や板の間などの環境で行う流派もある。特に投技で勝敗を競うシュアイジャオは古くから存在している。
中国武術においての組手から発展した格闘スポーツである散打は投げ技を重視し、投げにダウンと同程度の得点を与えて、試合における重要度は高い。ルール上、手指で掴むことができないため、手首や腕で引っ掛ける、または掬い上げることで相手を崩して投げる技法が多い点も特徴。

### 合気道
合気道の投げ技は、柔道やレスリングの投げ技と異なる。合気道協会という流派では、柔道と合気道を対比し、
合気道の技を柔道よりやや遠い間合いでの技と位置付けている。特徴として、あまり体幹部(襟や帯)を掴まず腕を掴む、完全に担いだり足をかけたりする技が少なく、真下に倒す技より、前に遠く押しとばすような技が多い。また、投げ終わったのち、特に稽古では、投げられた相手も受身を取って立ち上がり(受身も柔道とことなり、衝撃緩和より、たちあがることを重視したものである)反撃をしかけてくることになる。つまり、投げ技は（頭から落とすなどの形態を取らない限り）それ単独では「必殺技」とならないという解釈をもち、柔道とは違う形ながらも、投げたあとの固め技を重視する。そのため一連の攻防の最後においては必ず固技などによって相手の行動能力を奪い、完結とする。固め方は柔道と異なり、相手をうつ伏せとすることを基本とし、さらに自分は倒れず、座るのみである。投げたまま固めることも意識し柔道とは対照的に関節を極めながら投げる技が多く存在する。
代表的な合気道の投げ技には四方投げ、入身投げ、小手返しなどがある。